# Lamin (Divisione della West Coast)
Lamin è un centro abitato del Gambia, situato nella Divisione della West Coast.